# Drosera magnifica

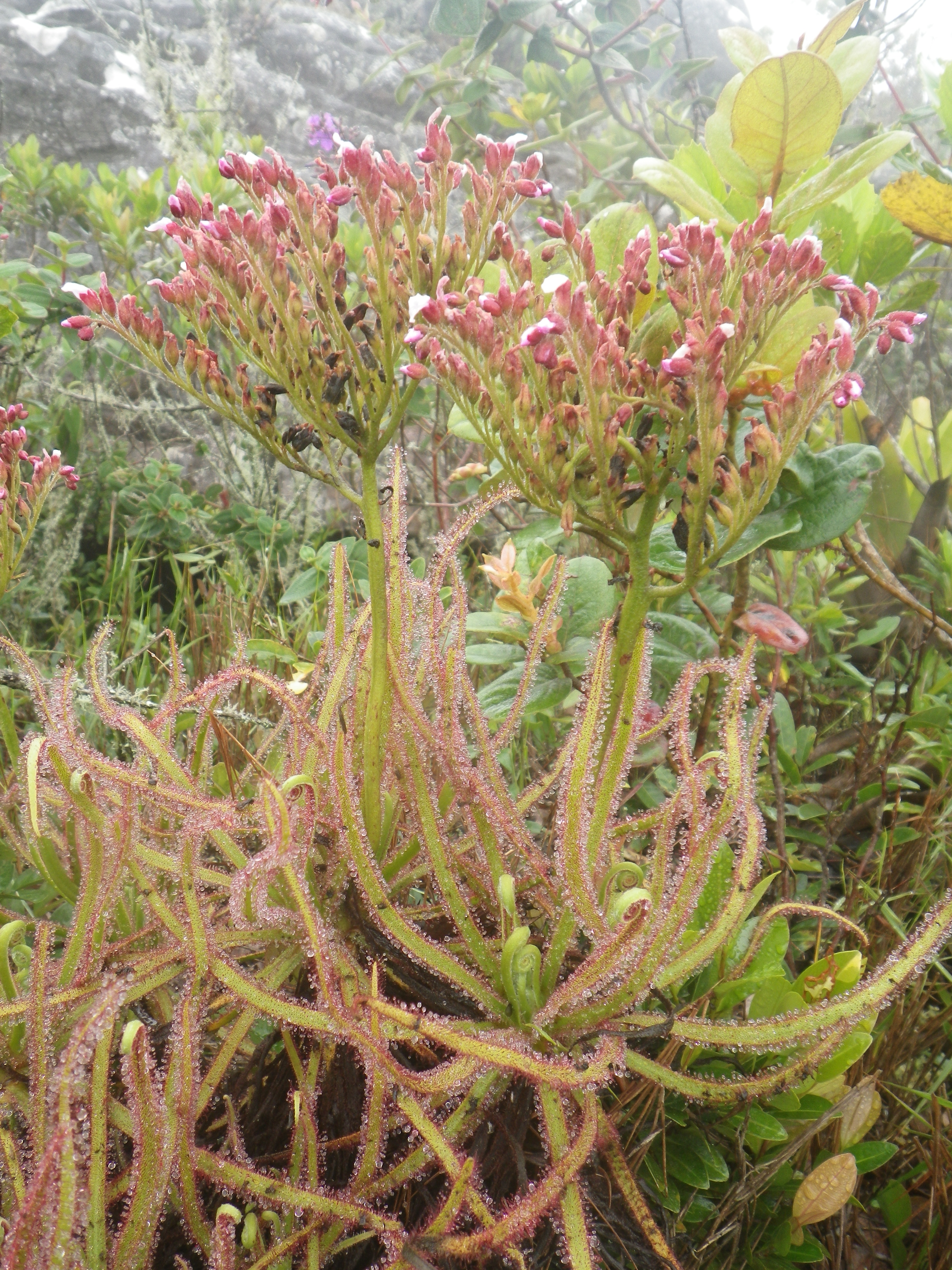
Hoa của loài

Drosera magnifica là một loài cây ăn thịt bản địa thuộc chi Gọng vó  Pico Padre Ângelo (1500–1530 m asl) ở phía đông Minas Gerais, đông nam Brazil, nơi nó phát triển giữa các mỏm đá sa thạch ở thảm thực vật cỏ và cây bụi. Loài là một trong 3 loài lớn nhất thuộc chi Gọng vó - hai loài còn lại là drosera regia từ Nam Phi và drosera gigantea từ Australia - và được khám phá năm 2015 thông qua hình ảnh trên mạng xã hội Facebook. Loài có quan hệ gần gũi với Drosera graminifolia và Drosera spiralis, và được xem là loài cực kỳ nguy cấp. Brazil là nhà của hơn 30 loài thuộc chi Gọng vó.